# غارنيريت

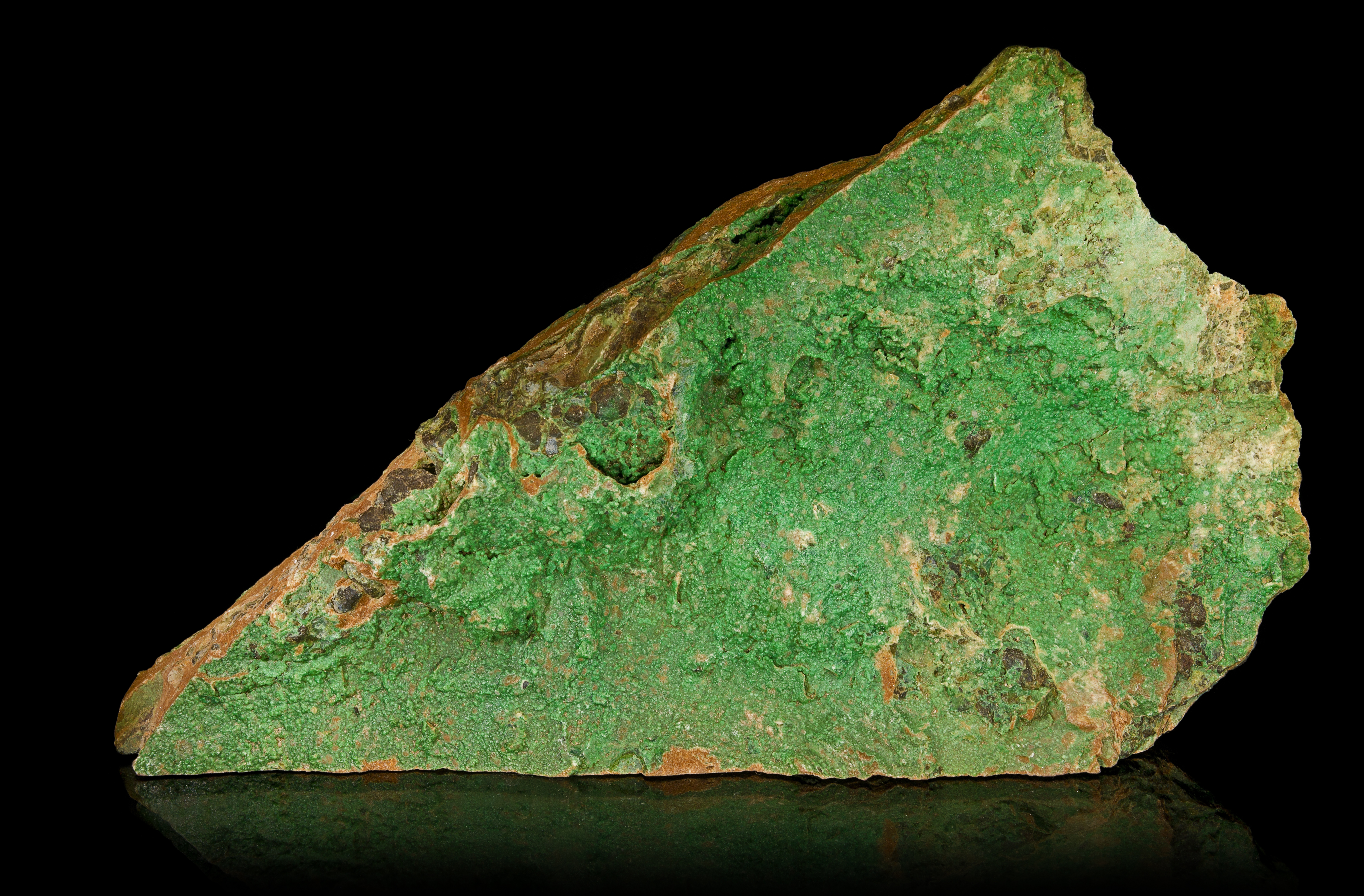
غارنيريت

الغارنيريت هو اسم عام يطلق على خامة خضراء لفلز النيكل يعثر عليها في الجيوب والعروق داخل الصخور فوق المافية السربنتينيتية، وفي التربة اللاتيريتية في أماكن انتشار معادن وخامات النيكل. تتألف هذه الخامة من مجموعة من المعادن الحاوية على نسبة معتبرة من النيكل.